# An Hòa (Đồng Nai)
An Hòa is een xã van Biên Hòa, de hoofdstad van de provincie Đồng Nai.